# 国际儿童图书评议会
国际儿童图书评议会（英語：International Board on Books for Young People）1953年建立的国际组织，简称IBBY。本部建在巴塞尔。该组织旨在儿童文学的调查和研究、促进发展中国家儿童文学的普及、加强世界儿童文学的交流。大概有70个加盟国家和地区。

## 沿革
1953年，在瑞士的苏黎世，国际儿童图书评议会正式成立，至今，已经有70个国家和地区加入，每个地区都有分会。

## 世界大会
- 2016 奥克兰
- 2014 墨西哥城
- 2012 伦敦
- 2010 圣地亚哥
- 2008 哥本哈根
- 2006 澳门
- 2004 开普敦
- 2002 巴塞尔
- 2000 卡塔赫纳
- 1998 新德里